# Max Eyth

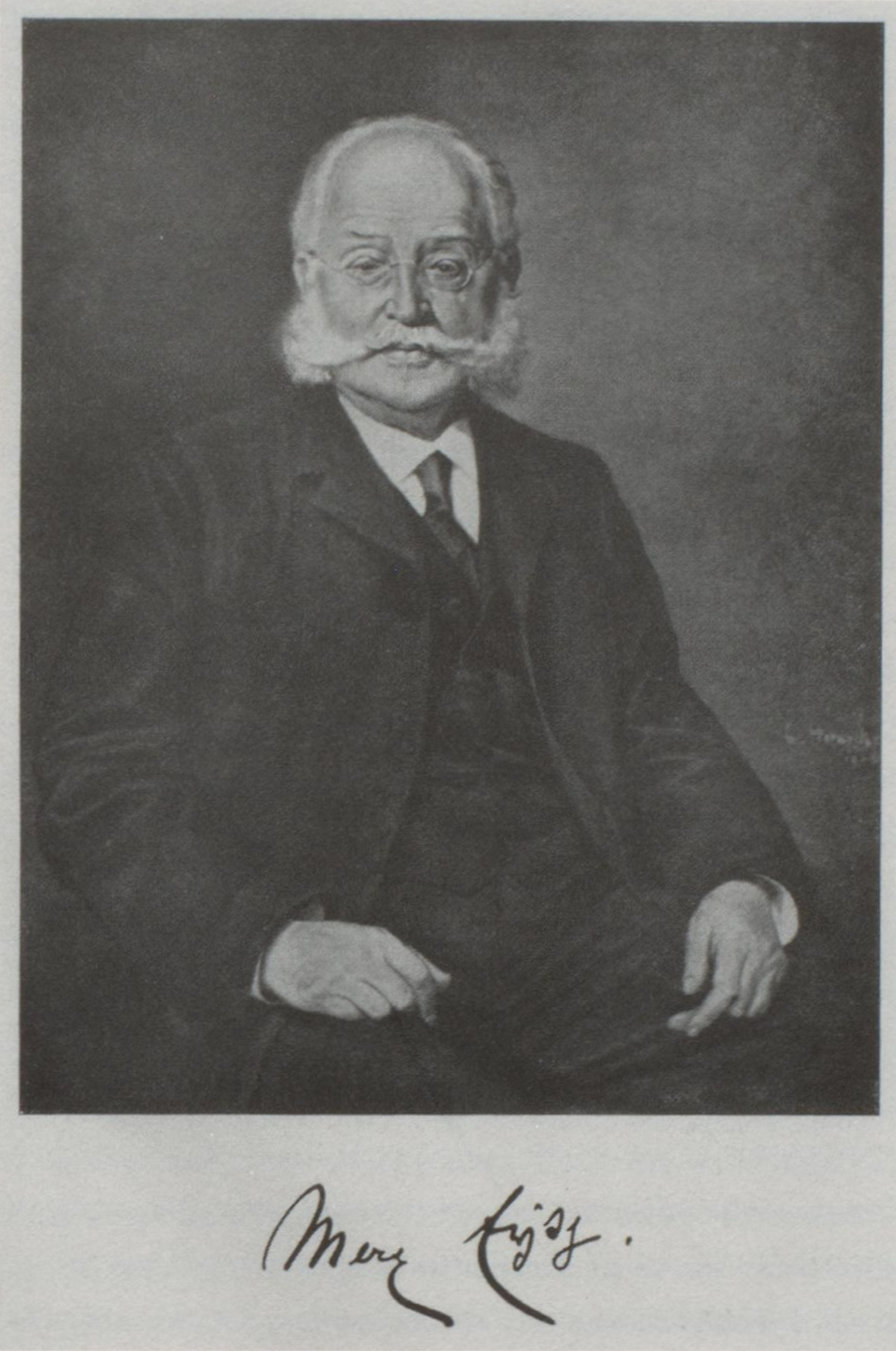
Max Eyth (1896)

Eduard Friedrich Maximilian Eyth, seit 1896 Max von Eyth, (* 6. Mai 1836 in Kirchheim unter Teck; † 25. August 1906 in Ulm) war ein deutscher Ingenieur, Schriftsteller und Zeichner.
Max Eyth war bis 1882 über 20 Jahre lang in drei Weltteilen unterwegs zur Propagierung dampfgetriebener Maschinen, die in der Landwirtschaft und der Seilschifffahrt eingesetzt wurden. Durch vielfältige Erfindungen trug er zur Verbesserung der Maschinen bei. 1885 gründete er die Deutsche Landwirtschafts-Gesellschaft, die er bis 1896 leitete.
In seinem letzten Lebensjahrzehnt in Ulm entstanden die meisten seiner literarischen Werke, von denen Hinter Pflug und Schraubstock, Der Kampf um die Cheopspyramide und Der Schneider von Ulm am erfolgreichsten waren. Max Eyth war auch ein begabter und produktiver Zeichner. Er hinterließ über 1000 Zeichnungen und Aquarelle, auf denen er Eindrücke nahezu aller Stationen seines bewegten Lebens festhielt.
Max Eyths Erfindungen überdauerten nicht das Zeitalter der Dampfmaschine. Seine schriftstellerischen und zeichnerischen Werke sicherten ihm hingegen einen Platz in der Literatur- und in der Kunstgeschichte.

## Leben

### Frühe Jahre
Max Eyth wurde am 6. Mai 1836 als ältestes von drei Kindern in Kirchheim unter Teck geboren. Sein Vater war Eduard Eyth (1809–1884), Lehrer (Oberpräzeptor) an der Lateinschule in dem heutigen Max-Eyth-Haus (Erdgeschoss), in dem die Familie auch wohnte (1. Stock) und in dem Max Eyth geboren wurde. Der Vater betätigte sich auch als Schriftsteller und Übersetzer griechischer Klassiker. Seine Mutter Julie Eyth geb. Capoll (1816–1904) war eine erfolgreiche Autorin christlicher Aphorismen. Max Eyths Geschwister waren Julie Kraut verw. Conz geb. Eyth (1839–1896) und Eduard Wilhelm Eyth (1851–1875). Das Elternhaus war bestimmt „von pietistischer Christlichkeit und humanistischem Geist“.
1841 zog die Familie nach Schöntal, wo Max Eyths Vater als Professor für Griechisch und Geschichte an das Evangelisch-Theologische Seminar berufen und 1865 zum Direktor (Ephorus) ernannt wurde. In Schöntal erhielt Max Eyth von seinem Vater Privatunterricht, vielleicht auch im Klavierspiel, das er ein Leben lang mit großem Enthusiasmus praktizierte. Wahrscheinlich genoss er auch Privatunterricht im Freihandzeichnen, das er seit seiner Kindheit ausübte. Von 1848 an nahm Max Eyth als privater Gastschüler am Unterricht des altsprachlich ausgerichteten Seminars teil, wobei er sich besonders der Mathematik unter dem Lehrer Christian Zeller widmete.
| - Max Eyth vor Kloster Schöntal mit Zeichenutensilien, um 1852. | - Lateinschule in Kirchheim unter Teck, Geburtshaus von Max Eyth, Zeichnung von Max Eyth, 1906, (→ Foto). | - Seminar Schöntal, 2001. | - Polytechnische Schule in der Königstraße in Stuttgart, vor 1862. |

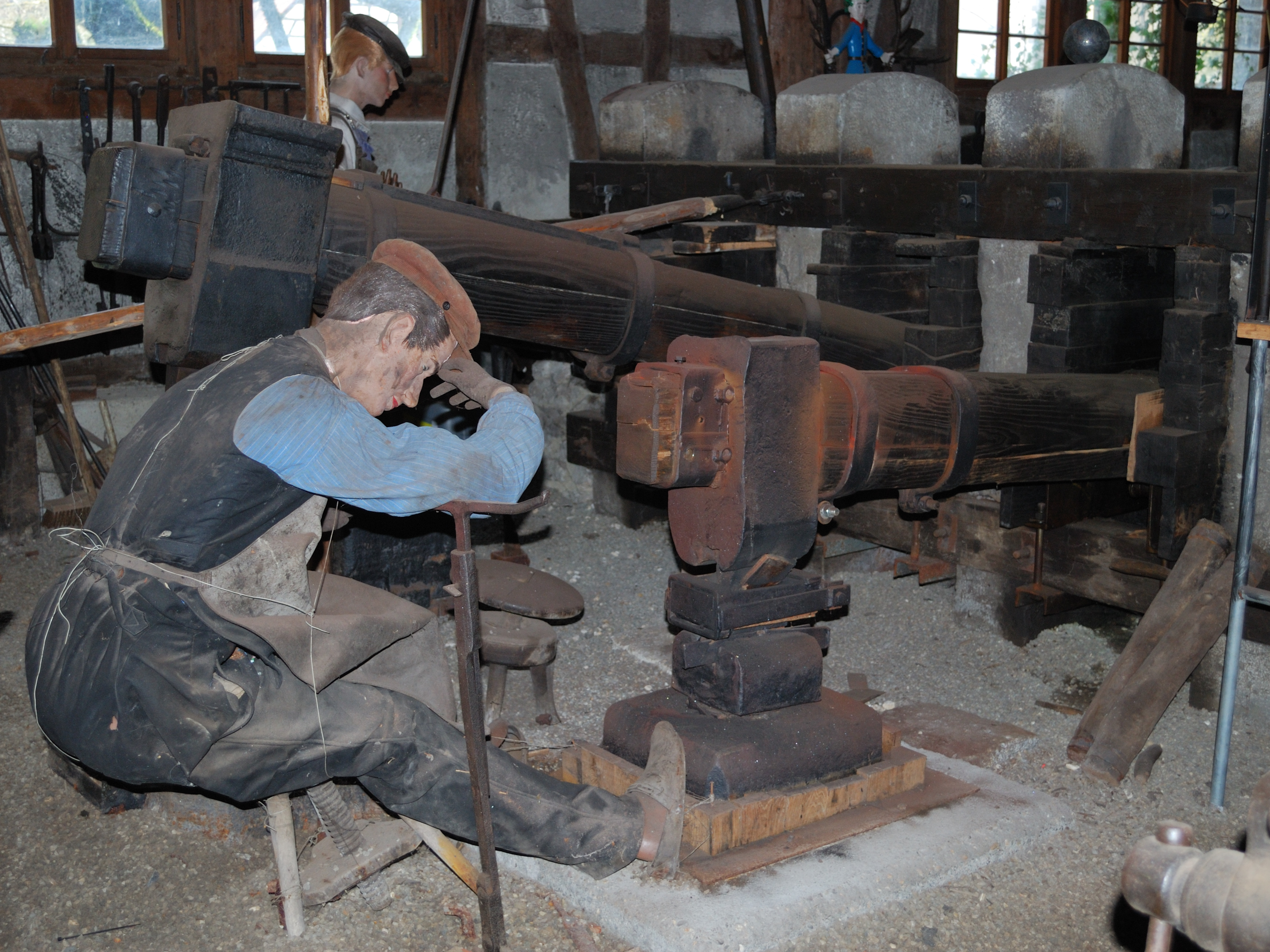
Historische Hammerschmiede.

In die Schöntaler Zeit fällt ein Erlebnis,
„wo der erste Funke des neuen Feuers, des Geistes unserer Zeit, auf mich fiel, um bald zur hellen Flamme zu werden, die mich durch ein langes, nicht müheloses Leben warm gehalten hat“.
Bei der Besichtigung eines wasserbetriebenen Eisenhammers (Hammerschmiede) in Ernsbach am Kocher im Alter von acht Jahren erfasste ihn eine tiefe Faszination für Maschinen und Technik, die ihn ein Leben lang nicht losließ. 1852 besuchte er in Heilbronn, wo die Eltern seines Vaters wohnten, noch ein halbes Jahr lang die Oberrealschule, um sich auf ein Studium an der Polytechnischen Schule in Stuttgart vorzubereiten. Von 1852 bis 1856 absolvierte er ein vierjähriges Studium an dieser Schule, wobei er als Schwerpunkt die Technische Mechanik wählte, aber auch allgemeinbildende Kurse besuchte. 1854 wurde er Mitglied des Corps Stauffia. Schon in Schöntal, vor allem aber während seines Studiums entstanden Max Eyths erste literarische Werke, Gedichte, Novellen, die Verserzählung „Volkmar“ und die Bauernkriegserzählung „Mönch und Landsknecht“.

### Beruf

#### Anfänge

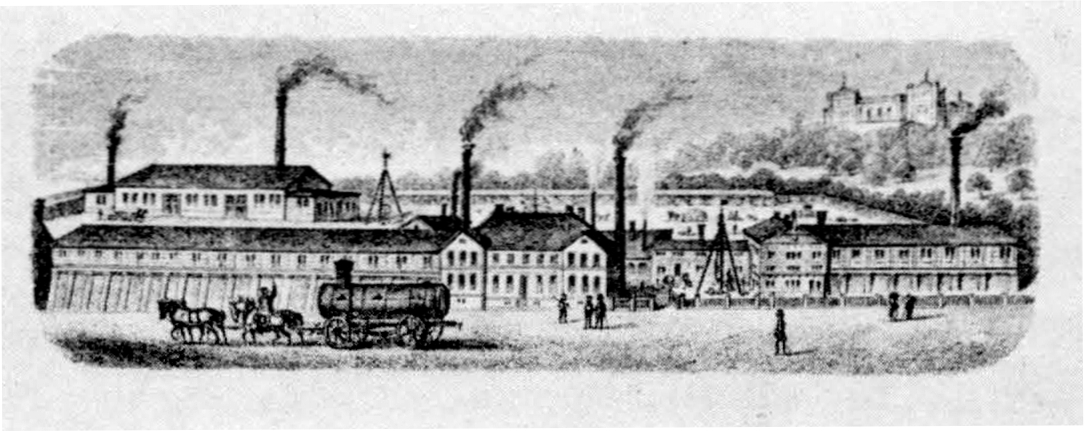
Dampfmaschinenfabrik G. Kuhn, 1861.

Im November 1856 trat Max Eyth als Schlosserlehrling seine erste Stelle bei der Maschinenfabrik Hahn & Göbel in Heilbronn an, wurde jedoch nach sechs Wochen wieder gekündigt, weil er sich mit der eintönigen, untergeordneten Arbeit nicht anfreunden konnte. Seine nächste Stelle führte ihn nach Stuttgart-Berg, wo er im Januar 1857 bei der Dampfmaschinenfabrik Gotthilf Kuhn als Lehrling eingestellt und nach einem Jahr als Zeichner und Kundenmonteur eingesetzt wurde. 1860 schickte ihn sein Chef nach Paris, um dort den von Étienne Lenoir erfundenen Gasmotor auszuspionieren. Der Parisausflug weckte das Fernweh in ihm, und so beschloss er 1861 auf Wanderschaft zu gehen:
„Hinaus; lernen und lernend schaffen, war mein erster und letzter Gedanke. Alles andere mußte sich finden.“

#### Wanderjahre
1861 begann Max Eyth seine mehr als 20-jährige Odyssee als Vertriebsingenieur, die ihn durch die halbe Welt führte. Den Anfang seiner Wanderung bildete eine mehrwöchige Reise in große Städte des Ruhrgebiets und nach Belgien. Hier machte er sich mit den neuesten technischen Entwicklungen vertraut, konnte aber keine Stelle als Zeichner finden. Er beschloss daher, sich in das damalige Mekka der technischen Entwicklung nach England zu begeben.
Nach manchen fruchtlosen Versuchen, eine Anstellung als Zeichner zu finden, lernte er im Juli 1861 auf einer landwirtschaftlichen Ausstellung in Manchester John Fowler kennen, der ihn im September des Jahres in seiner Dampfpflugfabrik John Fowler & Co. in Leeds einstellte. Nach einer kurzen Werkstattpraxis und einem schweißtreibenden Praktikum im Dampfpflügen fand er alsbald Gelegenheit, sich als Zeichner und Konstrukteur zu bewähren, so dass Fowler ihn von Mai bis November 1862 zur Weltausstellung in London abordnete. Dort leitete er den Standaufbau, managte ein halbes Jahr lang den Firmenstand und betreute das internationale Publikum als Berater.
Anfang 1863 sandte Fowler seinen hochgeschätzten Mitarbeiter nach Ägypten, wohin er zwei seiner Dampfpflüge verkauft hatte. Die nächsten drei Jahre sollte Max Eyth nun in Ägypten verbringen. Er lernte Halim Pascha, den Enkel des verstorbenen Gouverneurs von Ägypten kennen, der viele Ländereien besaß und diese mit modernen Maschinen ausrüsten wollte. Als Oberingenieur leitete Max Eyth von Schubra am Nildelta aus den Einsatz der Dampfpflüge und anderer landwirtschaftlicher Maschinen, für die er selbst vielfältige Verbesserungen erfand. Daneben nutzte er die Gelegenheit, das von ihm seit seiner Jugend bewunderte alte Ägypten zu durchforschen. Rivalitäten mit dem ägyptischen Vizekönig führten 1866 zum wirtschaftlichen Zusammenbruch von Halim Pascha, so dass dieser Max Eyths Dreijahresvertrag nicht verlängern konnte. Im Mai 1866 verließ Max Eyth daher Ägypten.
| - Landschaft bei Leeds, Zeichnung von Max Eyth, 1874. | - Max Eyths Haus in Schubra und zwei Dampflokomobile, dazwischen ein Pflug am Drahtseil (Zweimaschinensystem), Zeichnung von Max Eyth, 1866. | - Seilschifffahrt bei St. Goar, Zeichnung von Max Eyth, 1903. |

Nach seiner Rückkehr auf den alten Kontinent nutzte Max Eyth die Zeit zu einem Aufenthalt in seiner Heimat und zu Reisen und Wanderungen. Nach einem halben Jahr brach er im November 1866 nach Nordamerika auf, um dort Fowlers Dampfpflüge und die Seilschifffahrt („Tauerei“) mit Fowlers Schleppmaschinen einzuführen. Trotz erfolgreicher Versuche auf dem Eriekanal verweigerten die Behörden die Konzession zur Installation des Systems in der Praxis. Auch die Einführung der Dampfpflüge blieb ohne Erfolg. Zurück in Europa gelang es Max Eyth in Belgien, auf der Maas ein Seilschiffahrtssystem zu installieren.
Von 1869 bis 1882 arbeitete Max Eyth wieder für Fowler in Leeds. Er beschäftigte sich mit der Konstruktion neuer und der Verbesserung bestehender Produkte und organisierte Fowlers Auftritt auf den jährlichen Landwirtschaftsausstellungen in England sowie auf den Weltausstellungen 1873 in Wien und 1878 in Paris. Zahlreiche Reisen führten ihn immer wieder in den Osten Europas, nach Amerika, Ägypten und Russland, wo er als Vertriebsingenieur die Fowlerschen Maschinen propagierte.
Zu Beginn der 1880er Jahre übernahm eine neue Generation die Geschäftsleitung der Firma Fowler. Spannungen mit der neuen Führung führten dazu, dass Max Eyth nach zwei Jahrzehnten 1882 die Firma verließ, um „to paddle my own canoe, wie es in einem netten englischen Lied heißt, mein eigenes Boot zu rudern“.

#### Deutsche Landwirtschafts-Gesellschaft

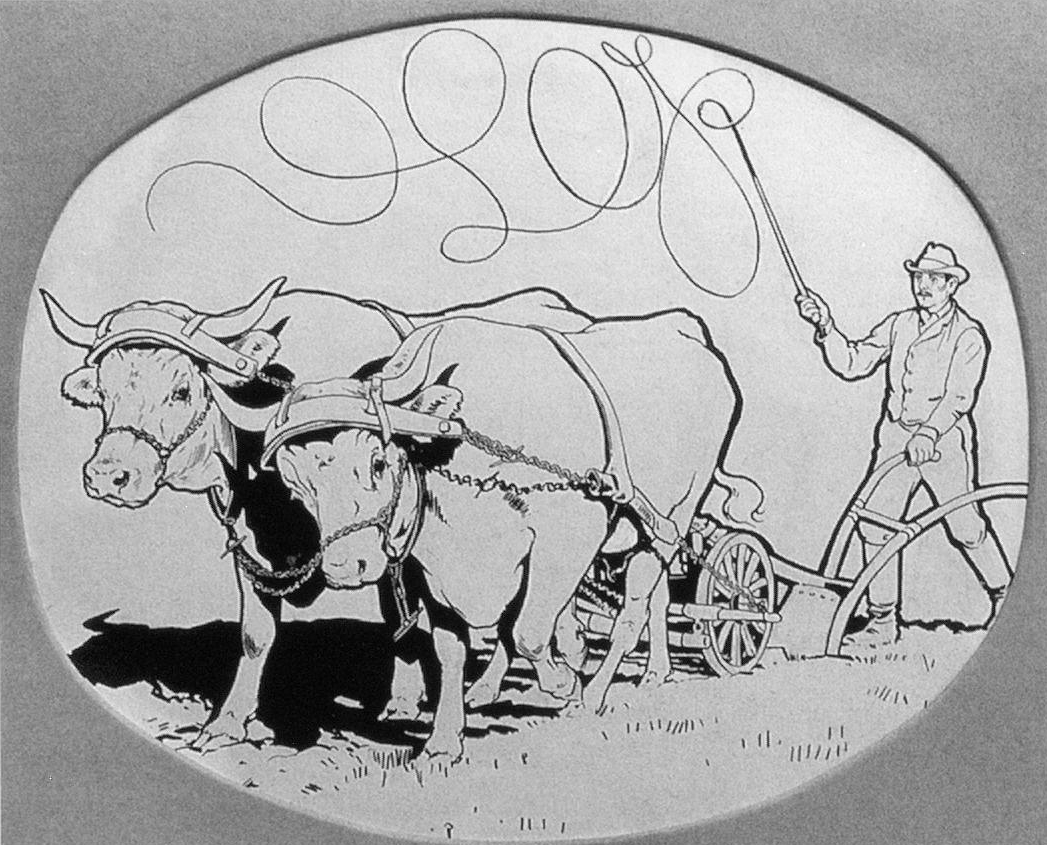
DLG-Logo, Entwurf von Max Eyth, 1887.

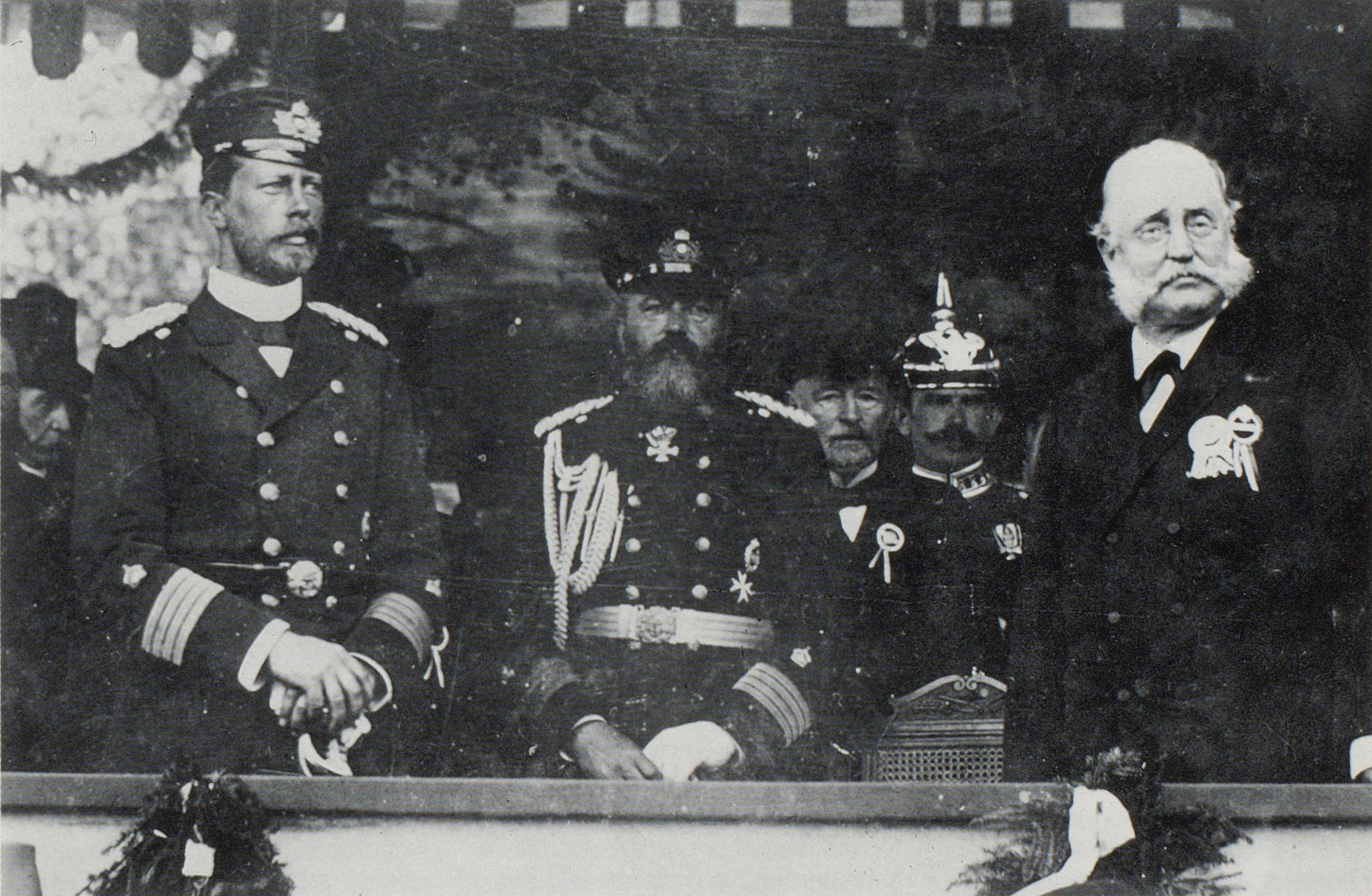
Max Eyth (rechts) bei der Eröffnung der 8. DLG-Wanderausstellung 1894 in Berlin.

Im Laufe der Jahre hatte Max Eyth ein beträchtliches Vermögen angespart, das ihm ein sorgloses Leben als Rentier ermöglichte. Mit seinen 46 Jahren fühlte er sich jedoch zu jung, um sich zur Ruhe zu setzen. Er plante, nach dem Muster der Royal Agricultural Society of England in Deutschland eine nationale Gesellschaft zur Förderung der rückständigen deutschen Landwirtschaft zu begründen. Zu diesem Zweck ließ er sich nach seiner Rückkehr nach Deutschland 1882 in Bonn nieder, das neutral in der Mitte zwischen Nord- und Süddeutschland lag. Außerdem hatte die Landwirtschaftliche Akademie ihren Sitz in Poppelsdorf, damals ein Nachbarort, heute ein Ortsteil von Bonn.
Am Anfang stieß er mit seinen Bestrebungen auf großen Widerstand, vor allem auch auf Seiten der 1650 lokalen Bauernverbände. Dank seiner gewohnten Hartnäckigkeit schaffte er es, durch intensive Lobby- und Pressearbeit in zwei Jahren 2500 provisorische Mitglieder, darunter Otto von Bismarck zu gewinnen. Am 11. Dezember 1885 trat in Berlin die Gründungsversammlung der Deutschen Landwirtschafts-Gesellschaft zusammen. Max Eyth erfand nicht nur den Namen der Gesellschaft und die Abkürzung D. L. G. (heute DLG), sondern auch das Logo mit dem Ochsenführer, der mit seiner Peitsche das Kürzel DLG in die Luft malt. Er wurde geschäftsführendes Direktoriumsmitglied und zog mit der DLG um nach Berlin. Ein Herzensanliegen waren ihm die jährlichen Landwirtschaftsausstellungen an wechselnden Orten. 1896 war die Anzahl der DLG-Mitglieder auf 11000 angewachsen. Max Eyth veranstaltete noch einmal eine Ausstellung in Cannstatt und legte im gleichen Jahr sein Amt nieder, um sich ins Privatleben zurückzuziehen.

### Lebensabend
Max Eyths Bruder Eduard Eyth (1851–1875), seit 1871 ebenfalls als Ingenieur bei Fowler angestellt, starb mit 24 Jahren bei einer Dienstreise auf Kuba an tropischem Fieber. Seine Schwester Julie Kraut verw. Conz geb. Eyth starb 1896 im Alter von 57 Jahren. Sein Vater Eduard Eyth war 1884 gestorben, und seine Mutter Julie Eyth (1816–1904) lebte allein in Neu-Ulm. 1896 zog der 60-jährige Max Eyth zu seiner 80-jährigen Mutter in die Friedrichstraße 19 (heute Hermann-Köhl-Straße 19). Gleichzeitig mietete er in Ulm am Michelsberg 173 (heute Mozartstraße 24) eine Wohnung, in die er sich tagsüber zum Arbeiten zurückzog. Er unternahm nur noch kleinere Reisen und betreute seine kränkelnde und zunehmend geistig verwirrte Mutter bis zu ihrem Tod 1904. Danach erwarb er in Ulm die Villa am Michelsberg 227 (heute Lichtensteinstraße 16, → Foto). Max Eyth überlebte seine Mutter um zwei Jahre. Er starb unverheiratet am 25. August 1906 in Ulm. Sein Grab befindet sich in Sektion 57 auf dem Neuen Friedhof in Ulm.

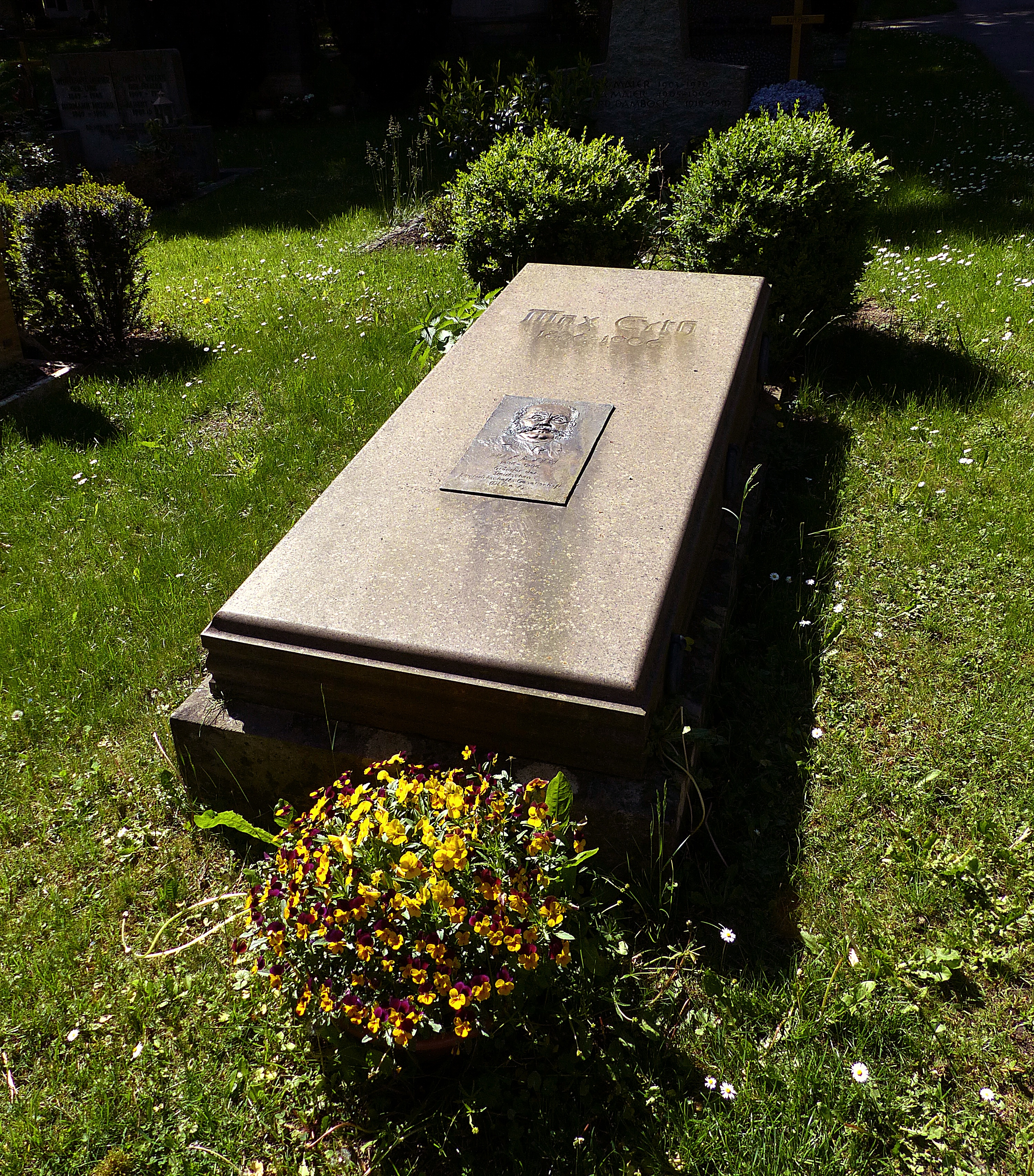
Grab von Max Eyth auf dem Neuen Friedhof in Ulm

In seinem Testament vermachte Max Eyth seine Zeichnungen dem Museum Ulm und verfügte die Gründung einer mit 80.000 Goldmark dotierten Stiftung, mit der die Angehörigen von Arbeitsunfallopfern unterstützt werden sollten. Das Literaturmuseum Max-Eyth-Haus in Kirchheim unter Teck dokumentiert sein Leben und Werk. Das Städtische Museum im Kornhaus Kirchheim unter Teck zeigt Max Eyths Mobiliar aus seiner Ulmer Wohnung.

## Schriftstellerisches Werk

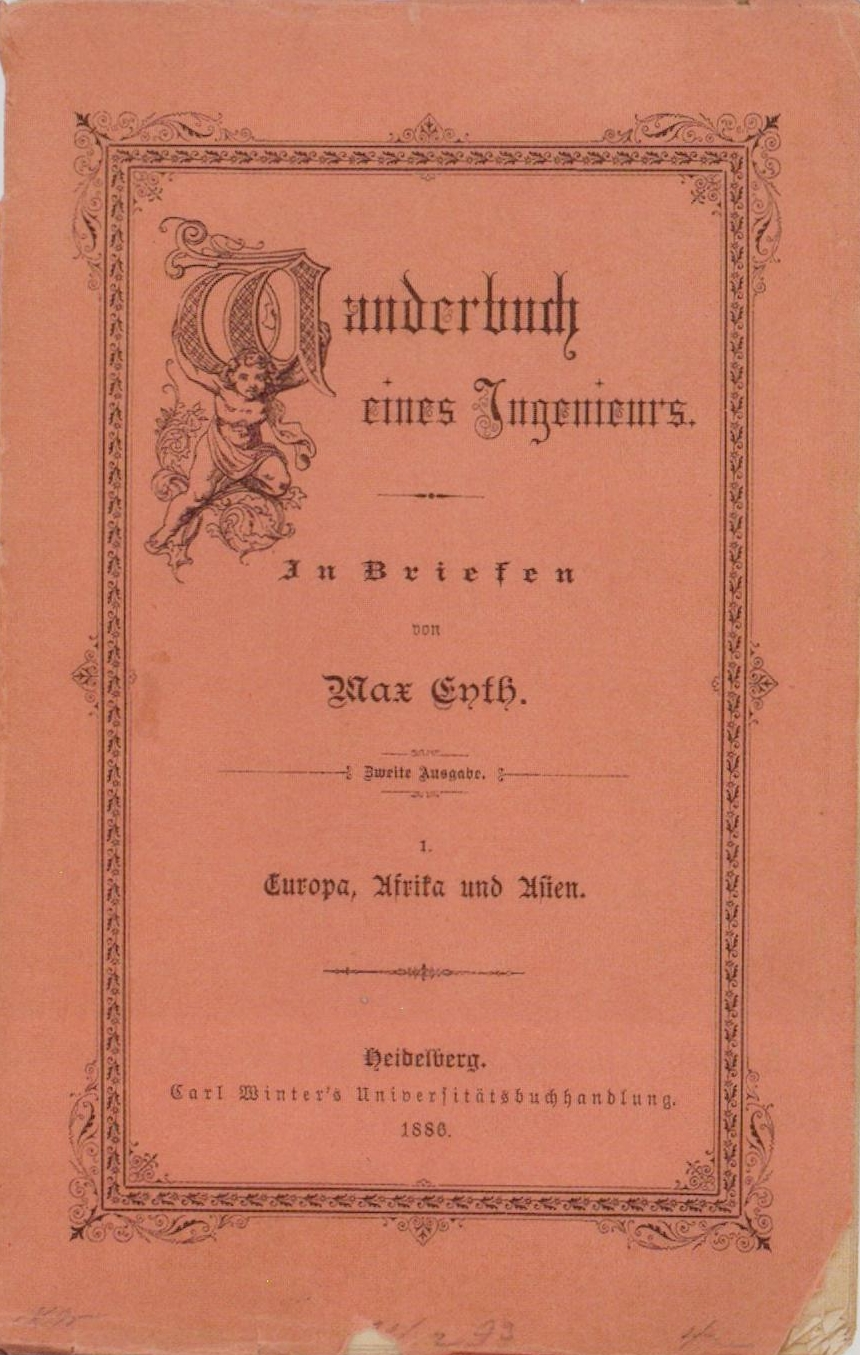
Einband von Band 1 des Wanderbuchs, 1871.
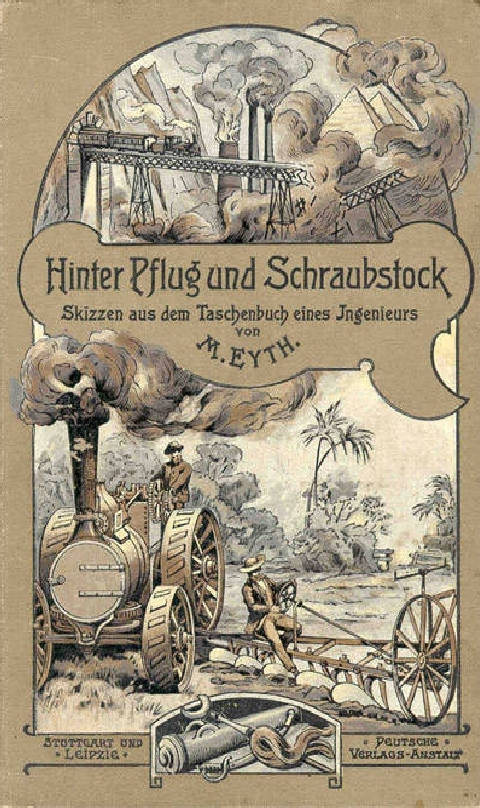
Einband nach einem Entwurf von Max Eyth, 1899.
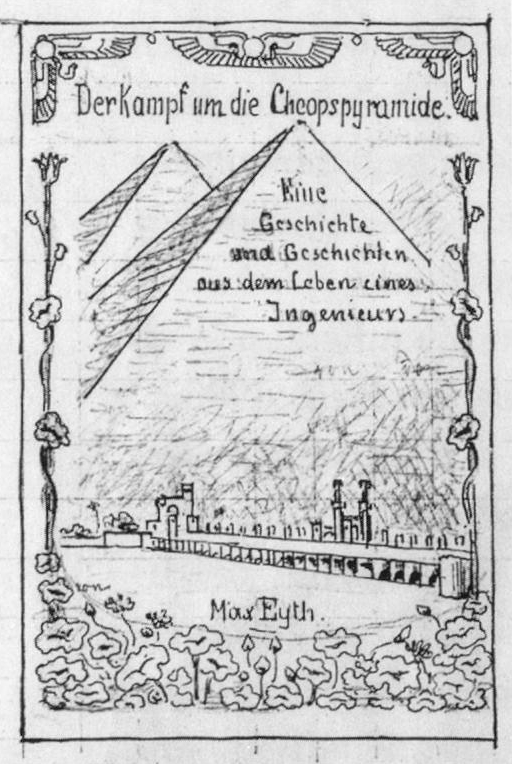
Einbandentwurf von Max Eyth, 1902.
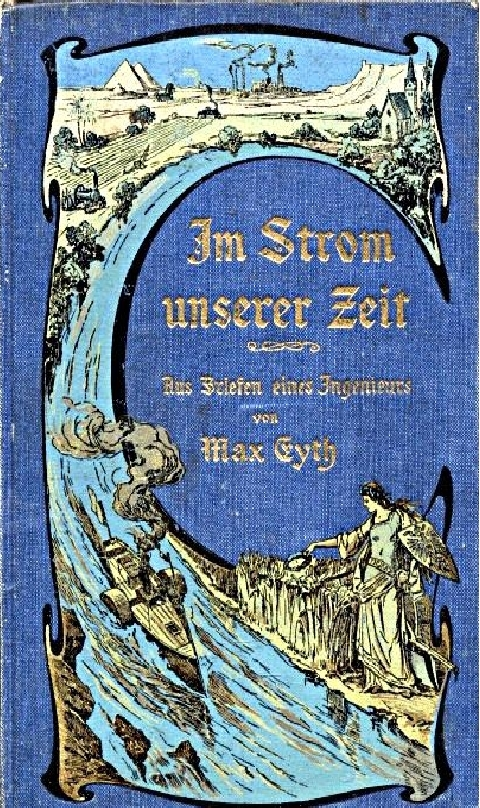
Einband nach einem Entwurf von Max Eyth, 1904.
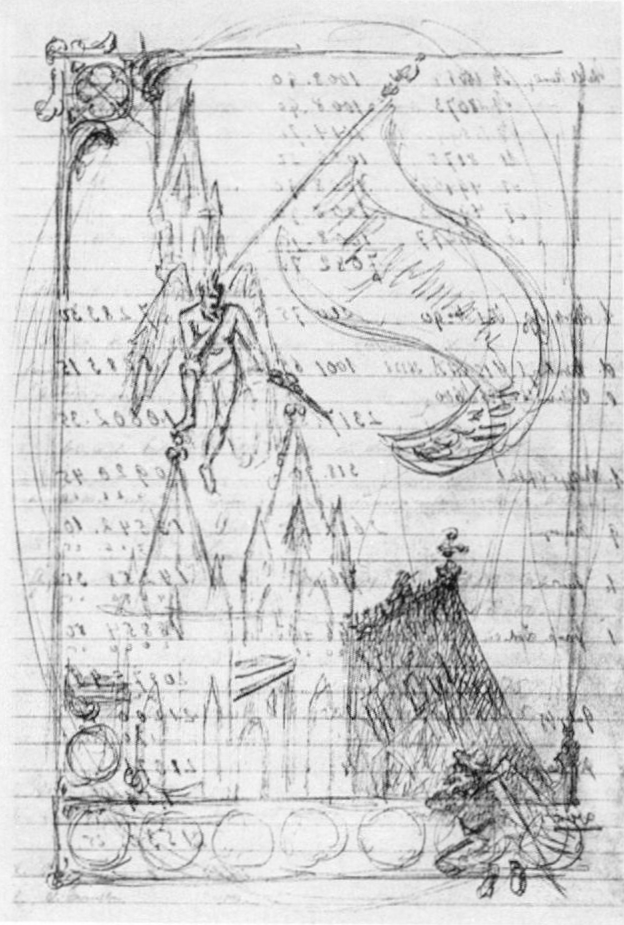
Einbandentwurf von Max Eyth für „Der Schneider von Ulm“, 1906.

Sein letztes Lebensjahrzehnt in Ulm und Neu-Ulm nutzte Max Eyth für seine literarischen Arbeiten und zur Ordnung und Überarbeitung der über 1000 Zeichnungen, die er im Lauf der Jahre geschaffen hatte. Sein schriftstellerisches Wirken hatte schon am Seminar in Schöntal und an der Polytechnischen Schule in Stuttgart begonnen. In dieser Zeit schrieb er Gedichte, Novellen, den Bauernkriegsroman „Mönch und Landsknecht“ und „Volkmar“, eine Verserzählung, die im Spätmittelalter spielt.

### Autobiographisches
Während der Wanderjahre seines Sohnes gab sein Vater 1871 bis 1884 in sechs Bänden dessen Briefe unter dem Titel „Wanderbuch eines Ingenieurs“ heraus. 1904 und 1905 brachte Max Eyth die Briefe unter dem Titel „Im Strom unserer Zeit“ in 3 Bänden neu heraus. Die beiden ersten Bände „Lehrjahre“ und „Wanderjahre“ enthalten die Briefe des Wanderbuchs, während der Band „Meisterjahre“ die Gründung und Leitung der DLG abdeckt. Die 3 Bände sind mit rund 100 Zeichnungen von Max Eyth illustriert.
1899 veröffentlichte Max Eyth „Hinter Pflug und Schraubstock. Skizzen aus dem Taschenbuch eines Ingenieurs“, eine „Mischung aus Technik- und Abenteuergeschichte, aus Lebenserinnerung und Reisebericht“. Es ist „Max Eyths bekanntestes und erfolgreichstes Buch, das 1940 im 298. Tausend, 1987 im 421. Tausend nachgedruckt wurde, mit Auszügen in viele Lesebücher eingegangen ist und auch durch Separatdrucke einzelner Erzählungen weit verbreitet war“. Dieses 2-bändige Werk enthielt auch die Erzählung „Berufstragik“, die separat auch unter dem Titel „Die Brücke über die Ennobucht“ erschien. Diese dichterische Bearbeitung des Eisenbahnunglücks auf der Firth-of-Tay-Brücke thematisierte auch die Problematik des technischen Fortschrittsglaubens.

### Romane
Zwei weitere Werke befassen sich mit fiktionalen Stoffen. In dem 2-bändigen Roman Der Kampf um die Cheopspyramide führen zwei Brüder einen geistigen Kampf um die Cheopspyramide. Der eine sieht in der Cheopspyramide „ein Stein gewordenes Gleichnis der kosmischen Ordnung, das er zu enträtseln und zu bewahren sucht“. Der andere will die Pyramide als Steinbruch für den von ihm geplanten Bau eines gigantischen Staudamms quer durch das Nildelta ausbeuten.
Der posthum erschienene Roman Der Schneider von Ulm. Geschichte eines zweihundert Jahre zu früh Geborenen, in dem sich historische Wahrheit und Dichtung miteinander verweben, setzt Albrecht Ludwig Berblinger ein Denkmal, dem glücklosen Ulmer Erfinder, der sich mit seinen Flugversuchen zum Gespött seiner Zeitgenossen machte.

## Zeichnerisches Werk
Max Eyth hinterließ außer seinem literarischen auch ein umfangreiches zeichnerisches Werk. Die zahlreichen Veröffentlichungen über sein Leben und Werk befassen sich vorzüglich mit seinem schriftstellerischen Werk, während sein künstlerisches Werk weitgehend unbeachtet blieb:
„Trotz dieser zahlreichen Veröffentlichungen zu Max Eyths Leben und Werk ist kaum bekannt, daß er auch ein begabter und sehr produktiver Zeichner ist. Er hält Eindrücke nahezu aller Stationen seines bewegten Lebens in Skizzenbüchern fest, die ständige Begleiter auf seinen Ausflügen und Reisen sind. So entstehen weit über 1000 meist postkartengroße Zeichnungen und Aquarelle. Sie zeigen Landschaften, Architektur und Stadtansichten, kulturgeschichtlich Interessantes sowie Darstellungen, die seine Technikbegeisterung bezeugen. Darüber hinaus betätigt sich Eyth als Illustrator; unter anderem gestaltet er die Bucheinbände seiner Romane.“ (Zu Max Eyths Einbandentwürfen siehe Schriften)
So beschreibt Birgit Knolmayer 2012 den Zeichner Max Eyth in ihrer Monographie „Max Eyth. Ein Leben in Skizzen. Studien zum zeichnerischen Werk“, zu der eine DVD mit dem ersten Katalog zu Max Eyths künstlerischem Werk gehört. Die drei Bände von Max Eyths autobiographischer Briefsammlung „Im Strom unserer Zeit“ sind mit rund 100 eigenen Zeichnungen illustriert. Auch das Logo der Deutschen Landwirtschafts-Gesellschaft, das bis 1963 Bestand hatte, entstand nach einem Entwurf von Max Eyth (siehe Deutsche Landwirtschafts-Gesellschaft).

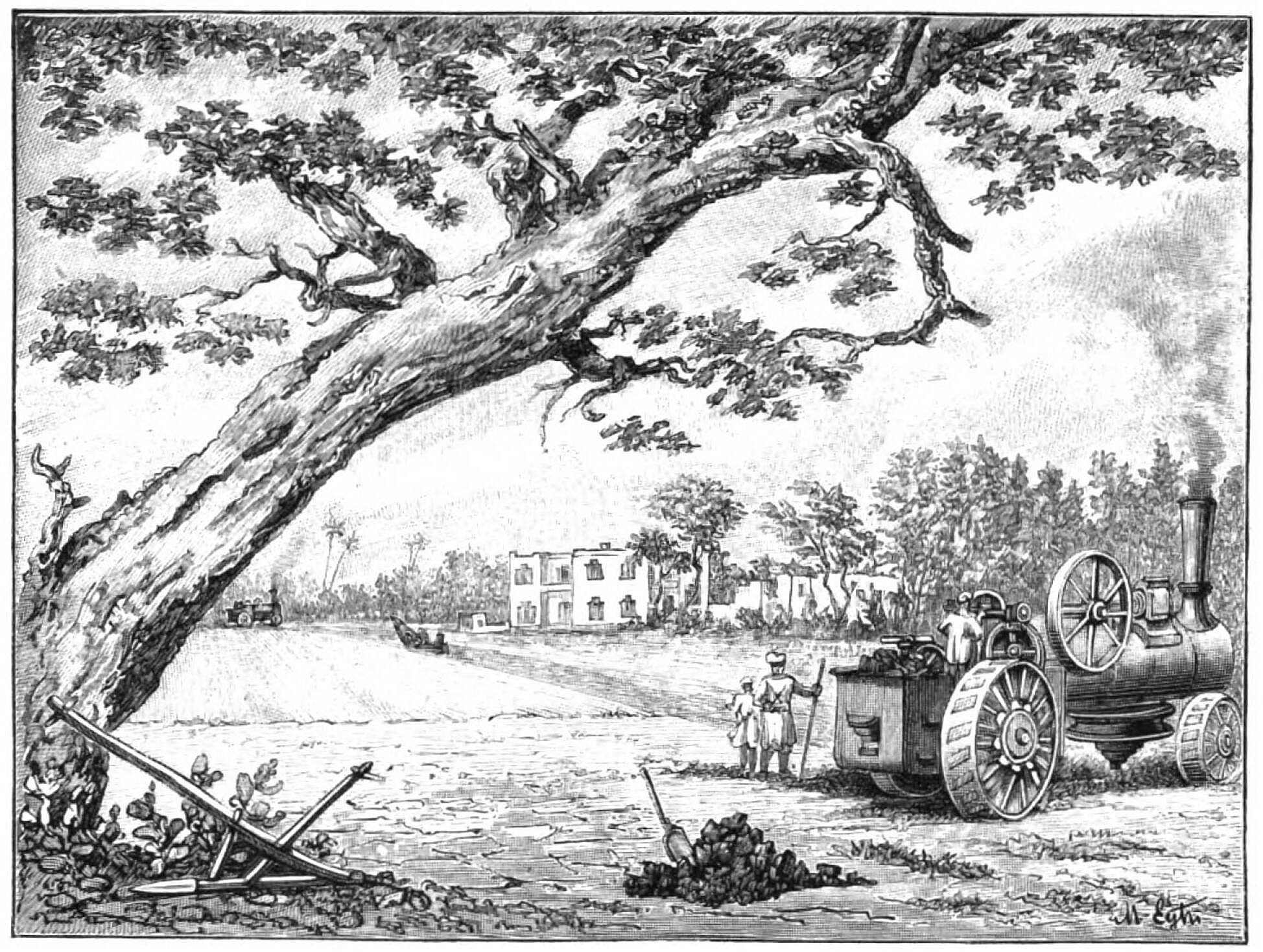
Das Pflügen der Baumwollfelder in Unterägypten. Nach einem Aquarell von M. Eyth, Die Gartenlaube, 1898, S. 505.
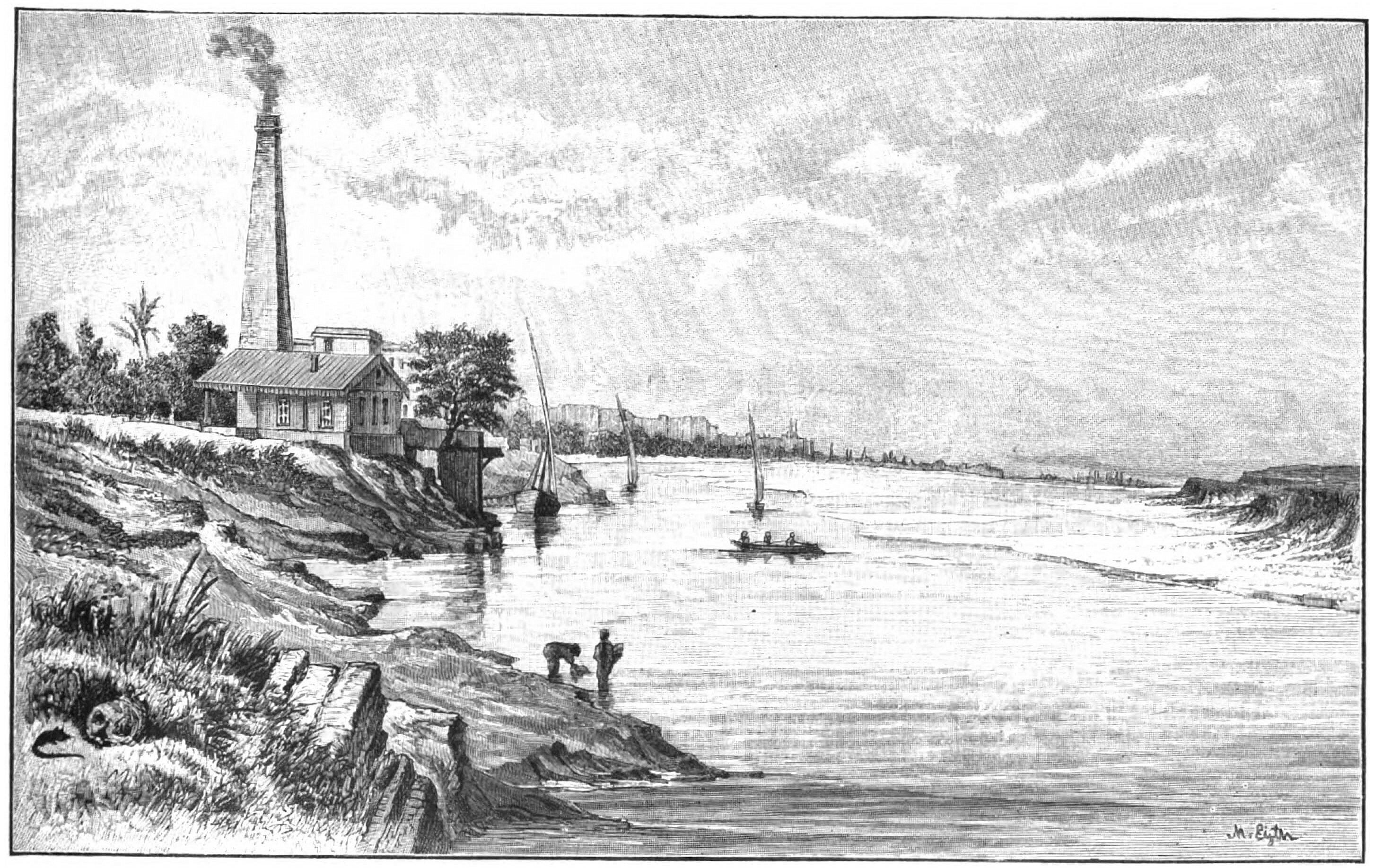
Die Pumpstation von Schubra bei Kairo, Die Gartenlaube, 1898, S. 505.
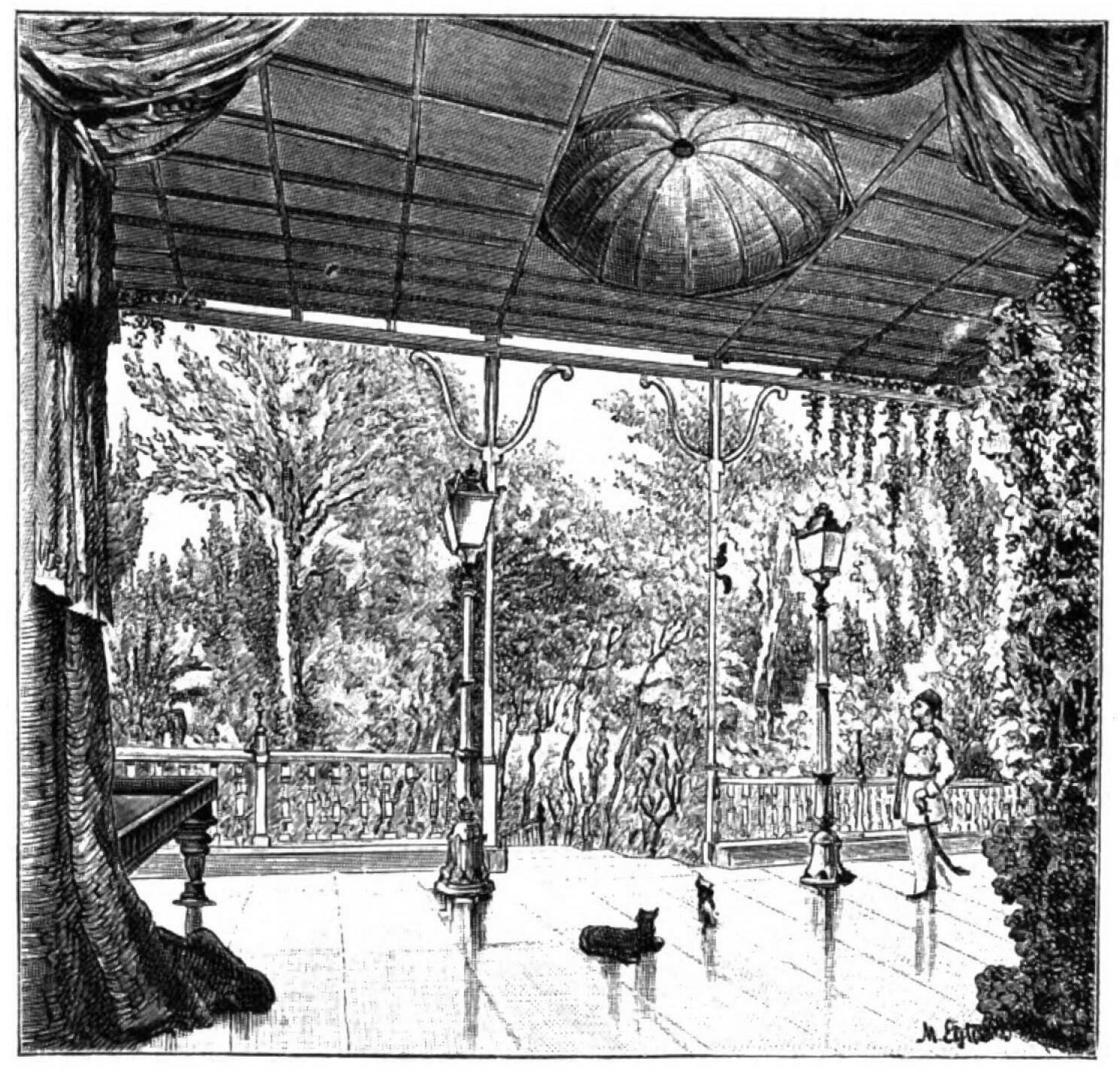
Billardraum des Pavillons auf der Gabeleia bei Schubra, Die Gartenlaube, 1898, S. 508.
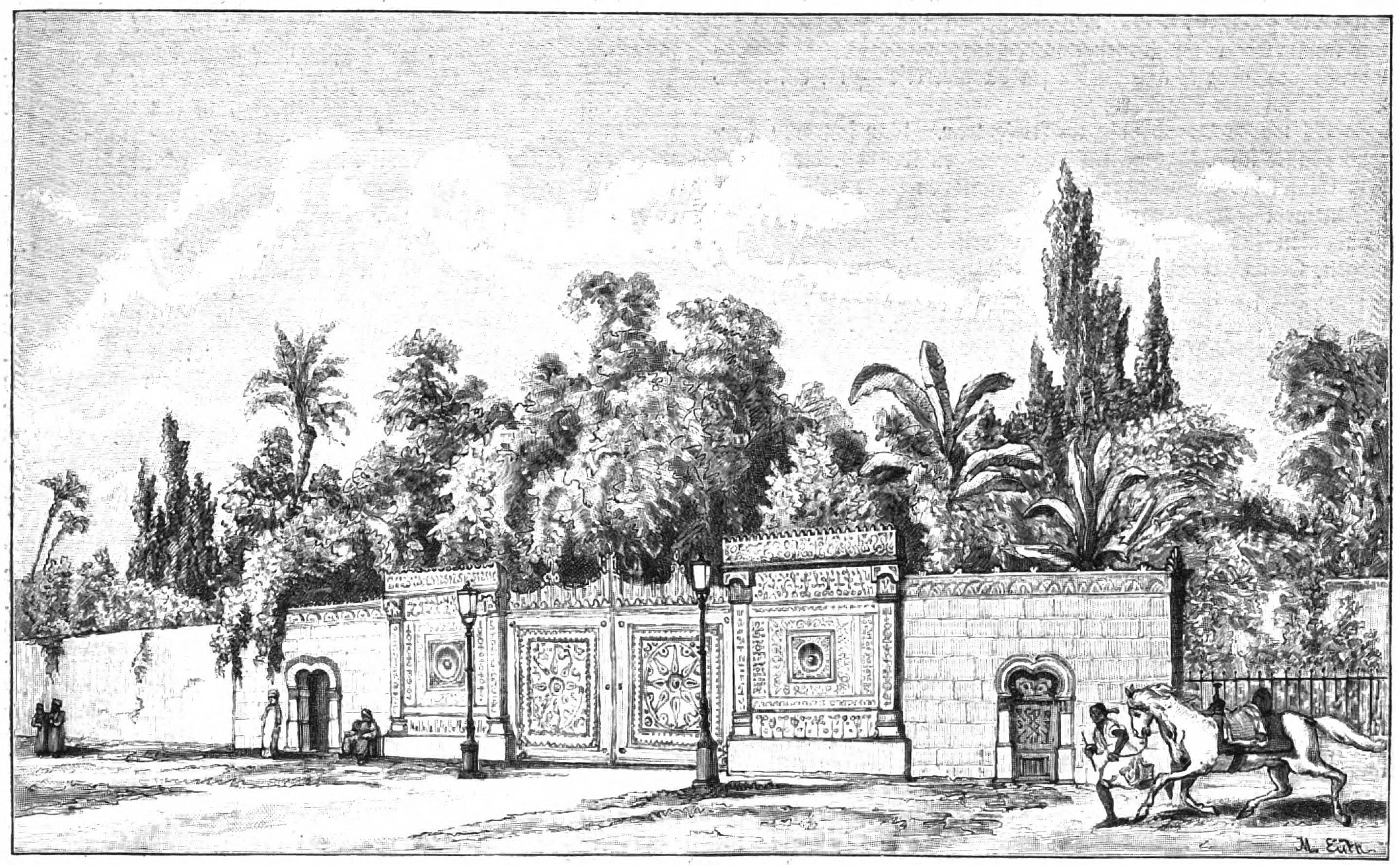
Das Parkthor des Palastes zu Schubra, Die Gartenlaube, 1898, S. 509.

## Ehrungen

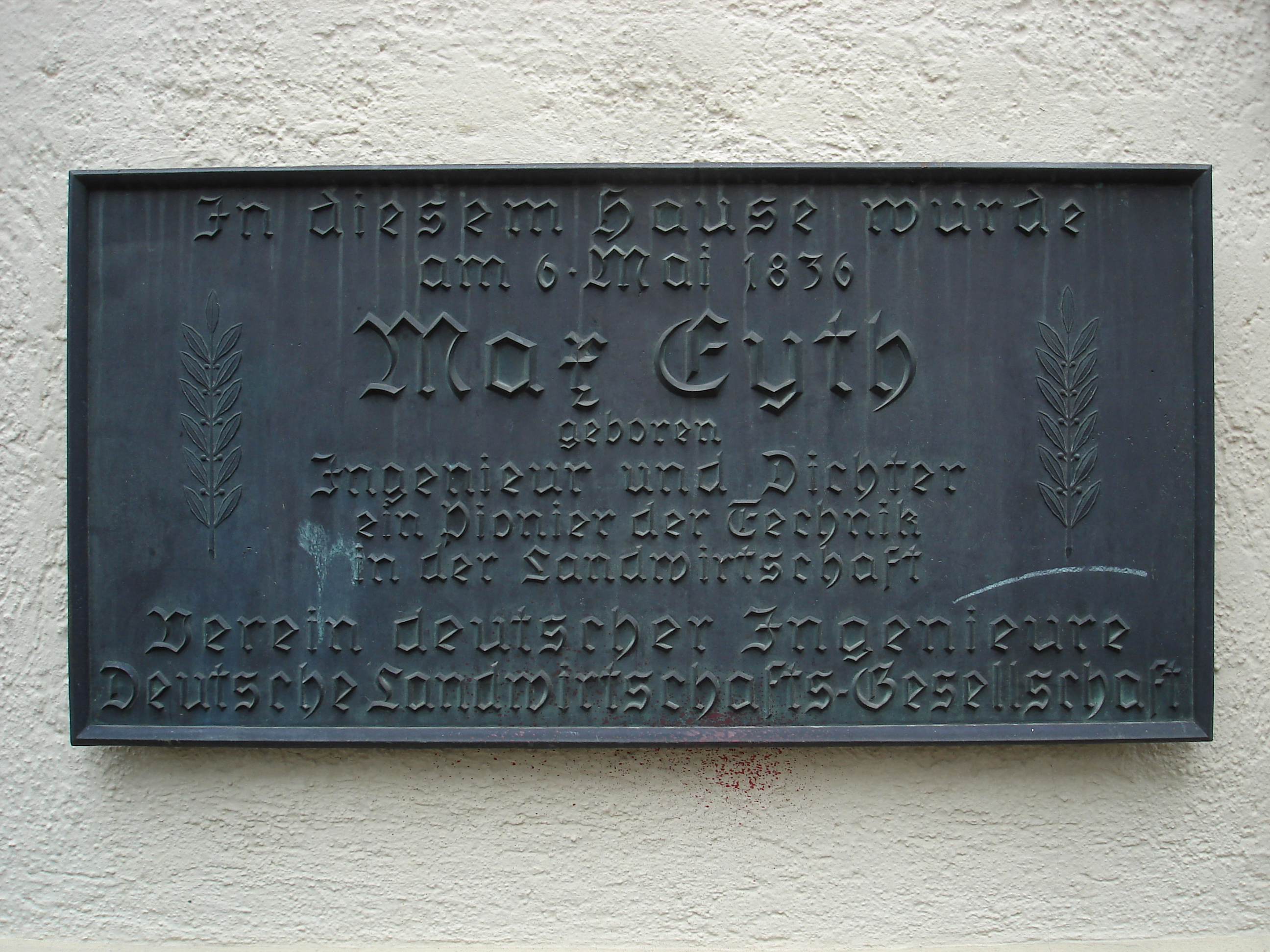
Gedenktafel am Geburtshaus von Max Eyth.
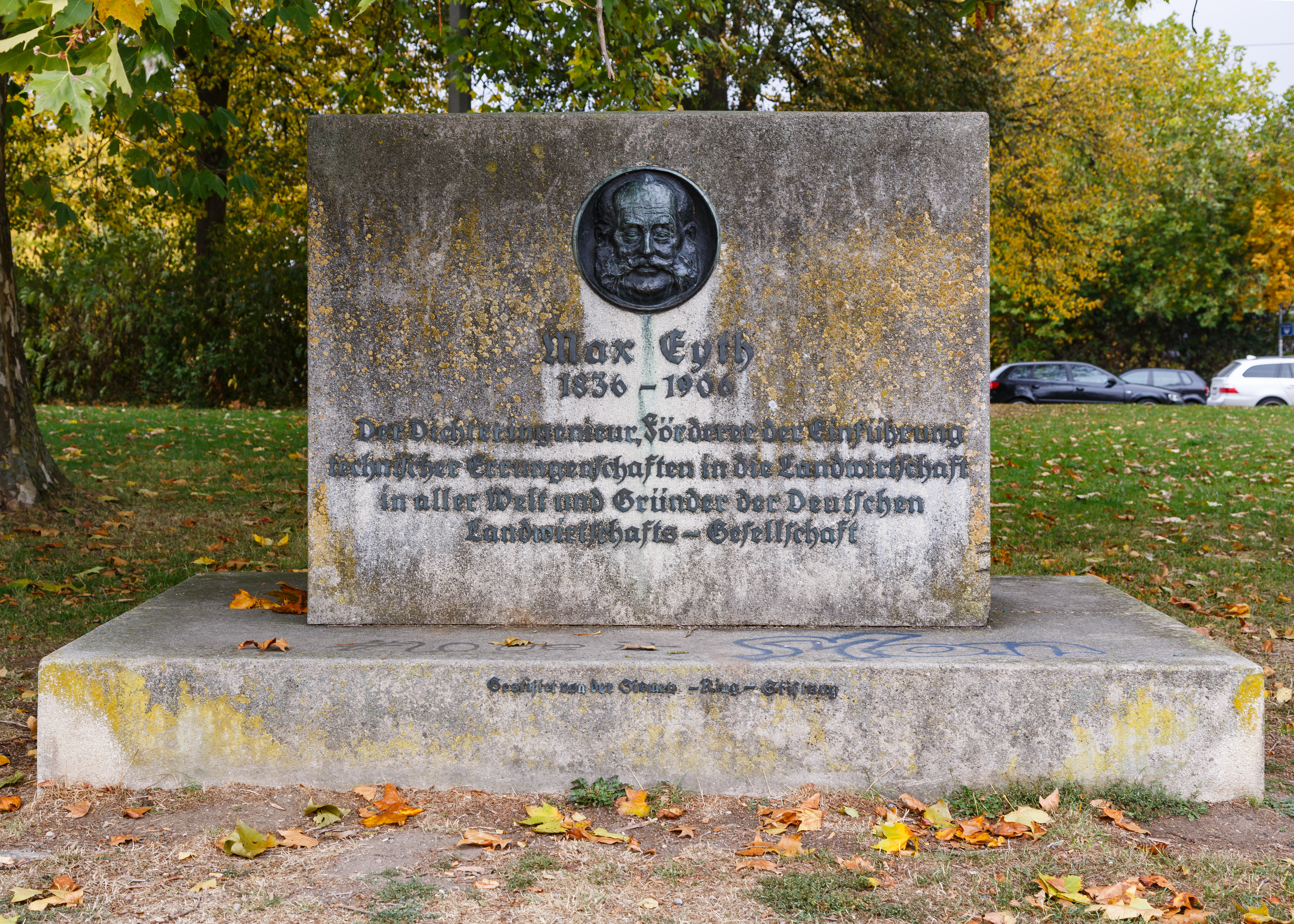
Max-Eyth-Denkstein auf der Adler-Bastei in Ulm.
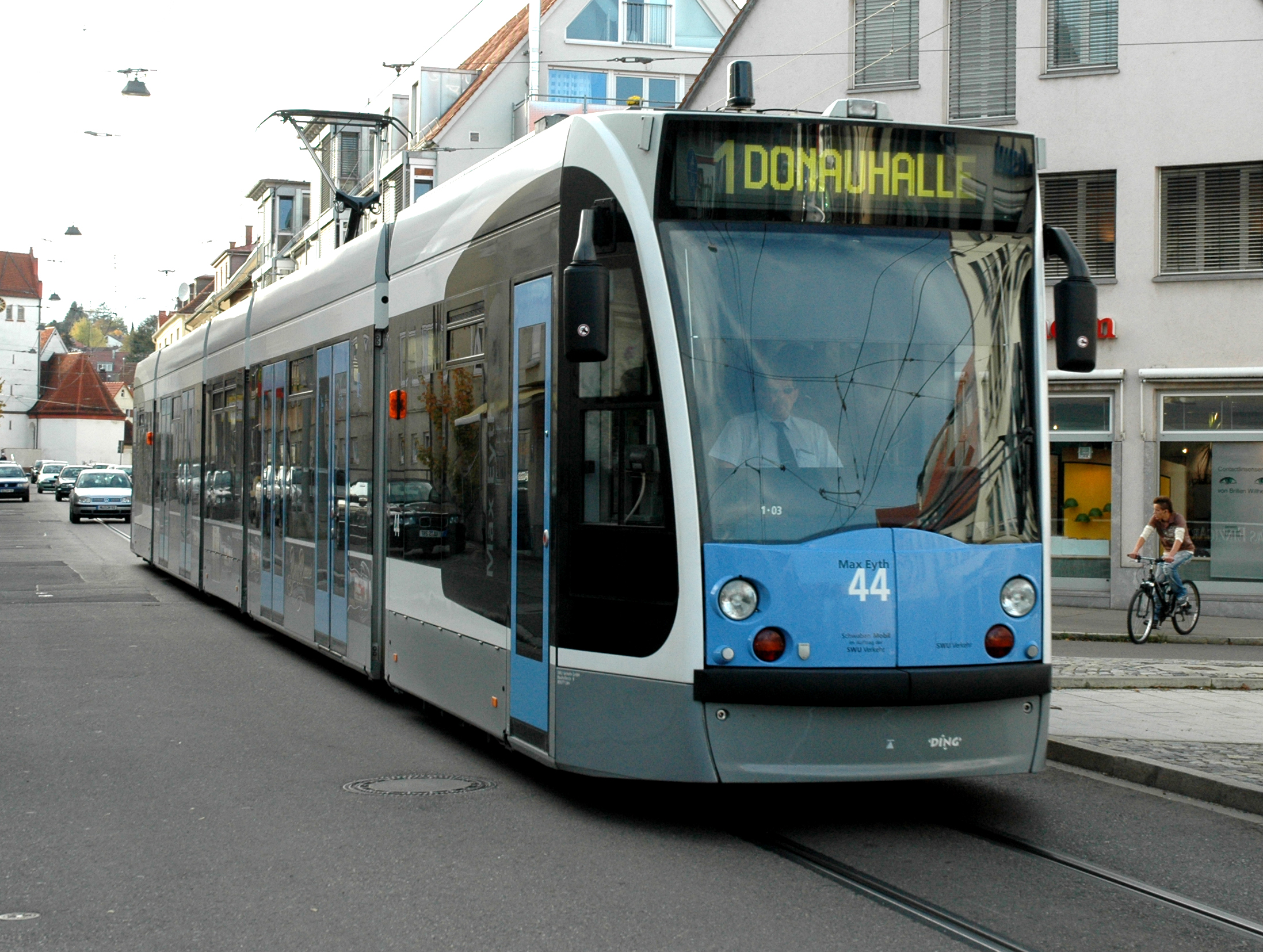
Wagen 44 der Ulmer Straßenbahn mit dem Namen von Max Eyth.

- 1892: Ernennung zum Geheimen Hofrat.[26]
- 1896: Verleihung des Ehrenkreuzes des Ordens der Württembergischen Krone und Erhebung in den persönlichen Adelsstand („von Eyth“).
- 1896: Stiftung der Max-Eyth-Denkmünze durch die Deutsche Landwirtschaftsgesellschaft, erste Verleihung der Denkmünze in Gold an Max Eyth.
- 1898: Verleihung der Ehrenmitgliedschaft des RSC-Corps Agraria Bonn.
- 1905: (Erster) Ehrendoktor Dr. Ing. h. c. der Technischen Hochschule Stuttgart.
- 1905: Verleihung der Grashof-Denkmünze des Vereins Deutscher Ingenieure (VDI).
- 1906: (Erstes) Ehrenmitglied des Württembergischen Journalisten- und Schriftstellervereins.[27]
- 1908: Einweihung eines Denkmals von Ernst Herter für Max Eyth in der Dessauer Straße in Berlin-Kreuzberg, dem damaligen Sitz der Deutschen Landwirtschafts-Gesellschaft.[28]
- 1923: Einweihung einer Gedenktafel an dem Max-Eyth-Haus in Kirchheim unter Teck (siehe Abbildung), 1925 erhielt Max Eyths Geburtshaus den Namen Max-Eyth-Haus.[29]
- 1932: Gründung der Max-Eyth-Gesellschaft zur Förderung der Landtechnik. Sie ging 1970 in den VDI-Fachbereich Max-Eyth-Gesellschaft Agrartechnik (VDI-MEG) über.[30]
- 1936: Benennung des Max-Eyth-Sees in Stuttgart-Hofen zu Max Eyths 100. Geburtstag. Die zum See führende, 1989 erbaute Fußgängerbrücke erhielt den Namen Max-Eyth-Steg.
- 1936: Stiftung des Max-Eyth-Preises für die besten Leistungen auf technisch-schriftstellerischem Gebiet durch die Max-Eyth-Gesellschaft zur Förderung der Landtechnik im VDI und den Verein Deutscher Ingenieure[31]
- 1950: Stiftung der Max-Eyth-Gedenkmünze durch die Max-Eyth-Gesellschaft zur Förderung der Landtechnik.
- Ein Wagen der Straßenbahn Ulm trägt seinen Namen.[32] Ein weiterer Wagen der Straßenbahn Ulm erinnert an Albrecht Ludwig Berblinger, den unglücklichen Ulmer Erfinder, dem Max Eyth in seinem Roman „Der Schneider von Ulm“ ein Denkmal setzte.
- In Ulm erinnert ein Denkstein auf der Adlerbastei an Max Eyth und den Flugversuch (siehe Abbildung).
- Nach Max Eyth sind bundesweit über 50 Straßen[33] und viele Schulen benannt (u. a. die Max-Eyth-Schule Dreieich und die Max-Eyth-Schule Stuttgart).
- Im Haus der Wirtschaft in Stuttgart gibt es einen Eyth-Saal.
- In Stuttgart befindet sich nahe des Max-Eyth-Sees die Max-Eyth-Apotheke.

## Schriften
| Jahr   | Werk | Gattung       |
| ------ | --- | ------------- |
| 1863   | Volkmar. Historisch-romantisches Gedicht. Leipzig: Grunow, 1863. pdf, Volltext online im Projekt Gutenberg. | Verserzählung |
| 1871.1 | Wanderbuch eines Ingenieurs. In Briefen von Max Eyth, Band 1: Europa. – Afrika. und Asien. Heidelberg: Winter, 1871. | Briefe        |
| 1871.2 | Wanderbuch eines Ingenieurs. In Briefen von Max Eyth, Band 2: Amerika. Heidelberg: Winter, 1871. Internet Archive. | Briefe        |
| 1871.3 | Wanderbuch eines Ingenieurs. In Briefen von Max Eyth, Band 3: Novellen. Nebst einem Anhang von Gedichten. Heidelberg: Winter, 1871. – Enthält die Erzählungen „Die ersten Tanzschuhe“, „Schlehen“, „Der Invalide“, „Madonna“ und die Gedichtfolgen „Charaden“, „Lieder am Schraubstock“ und andere Gedichte.                                                                           | Novellen      |
| 1876   | Wanderbuch eines Ingenieurs. In Briefen von Max Eyth, Band 4: Aus drei Welttheilen. [Mit Beiträgen des Bruders Eduard Eyth]. Heidelberg: Winter, 1876. | Briefe        |
| 1878   | Der Waldteufel. Heilbronn: Henninger, 1878. epub, Volltext online im Projekt Gutenberg. | Bühnenstücke  |
| 1879   | Wanderbuch eines Ingenieurs. In Briefen von Max Eyth, Band 5: Aus Nah und Fern. Heidelberg: Winter, 1879. | Briefe        |
| 1884   | Wanderbuch eines Ingenieurs. In Briefen von Max Eyth, Band 6: Fremde und Heimath. Heidelberg: Winter, 1884. | Briefe        |
| 1882   | Mönch und Landsknecht. Erzählung aus dem Bauernkrieg. Heidelberg: Winter, 1882. epub, Volltext online im Projekt Gutenberg. | Erzählungen   |
| 1893   | Feierstunden. Erzählungen, Dramatisches und Lyrisches. Heidelberg: Winter, 1893. Volltext online im Projekt Gutenberg. – Enthält die Erzählungen „Die ersten Tanzschuhe“, „Der Invalide“, „Madonna“, „Mönch und Landsknecht“, das Lustspiel „Der Waldteufel“, das historisch-romantische Gedicht „Volkmar“ und die Gedichtfolgen „Charaden“, „Lieder am Schraubstock“ und „Feilspäne“. | Vermischtes   |
| 1899   | Hinter Pflug und Schraubstock. Skizzen aus dem Tagebuch eines Ingenieurs. 2 Bände. Stuttgart : Deutsche Verlags-Anstalt, 1899. epub, Volltext online im Projekt Gutenberg. | Erzählungen   |
| 1899.2 | Die Brücke über die Ennobucht (Berufstragik). In: #Eyth 1899, Seite 371–493. Ab 1955 Separatdruck bei Reclam. Max-Eyth-Seite, Volltext online im Projekt Gutenberg. | Erzählungen   |
| 1902   | Der Kampf um die Cheopspyramide. Eine Geschichte und Geschichten aus dem Leben eines Ingenieurs. Band 1. Heidelberg: Winter, 1902. pdf, Volltext online im Projekt Gutenberg. | Romane        |
| 1906   | Der Kampf um die Cheopspyramide. Eine Geschichte und Geschichten aus dem Leben eines Ingenieurs. Band 2. Heidelberg: Winter, 1906. pdf, epub. Neuausgabe: Gerhard Hess Verlag, Ulm 1958 | Romane        |
| 1904   | Im Strom unserer Zeit. Aus Briefen eines Ingenieurs. Band 1: Lehrjahre. Heidelberg: Winter, 1904. pdf, epub, Volltext online im Projekt Gutenberg. | Briefe        |
| 1904   | Im Strom unserer Zeit. Aus Briefen eines Ingenieurs. Band 2: Wanderjahre. Heidelberg: Winter, 1904. pdf, epub, Volltext online im Projekt Gutenberg. | Briefe        |
| 1905   | Im Strom unserer Zeit. Aus Briefen eines Ingenieurs. Band 3: Meisterjahre. Heidelberg: Winter, 1905. pdf, epub, Volltext online im Projekt Gutenberg. | Briefe        |
| 1905.2 | Lebendige Kräfte. Sieben Vorträge aus dem Gebiete der Technik. Berlin : Springer, 1905. pdf. | Technik       |
| 1906   | Der Schneider von Ulm. Geschichte eines zweihundert Jahre zu früh Geborenen. 2 Bände. pdf, epub, | Romane        |

### Leben und Werk
Neuere Monographien über Max Eyth: #Harbusch 2006 und #Theißen 2006.
- Georg Biedenkapp: Max Eyth, ein deutscher Ingenieur und Dichter. Eine biographische Skizze. Franckh, Stuttgart 1910.
- Hans Binder: Der Ingenieur und Dichter Max Eyth (1836–1906) und sein Plan der Mammuthöhle in Kentucky (USA) aus dem Jahr 1866. Verband der Deutschen Höhlen- und Karstforscher e. V., München 1997. (= Abhandlungen zur Karst- und Höhlenkunde, 28).
- Lili du Bois-Reymond: Max Eyth. Ingenieur, Landwirt, Dichter. Wegweiser-Verlag, Berin 1931.
- Theodor Ebner: Max Eyth, der Dichter und Ingenieur. Ein schwäbisches Lebensbild. Winter, Heidelberg 1906, pdf. – Mit Schriftenverzeichnis.
- Paul Gehring: Max Eyth. Ingenieur, Gründer der Deutschen Landwirtschafts-Gesellschaft, Schriftsteller und Dichter, 1836–1906. In: Hermann Haering, Otto Hohenstatt (Hrsg.): Schwäbische Lebensbilder. Bd. 3. Kohlhammer, Stuttgart 1942, S. 156–181 – Mit Schriften- und Literaturverzeichnis.
- Paul Gehring: Eyth, Eduard Friedrich Maximilian von. In: Neue Deutsche Biographie (NDB). Band 4, Duncker & Humblot, Berlin 1959, ISBN 3-428-00185-0, S. 714 f. (Digitalisat).
- Hans Dieter Haller: Max Eyth (1836 bis 1906). In: Pegasus auf dem Land – Schriftsteller in Hohenlohe. Baier, Crailsheim 2006, ISBN 3-929233-62-2, S. 88–93.
- Ute Harbusch: Max Eyth: Schriftsteller und Ingenieur; mit Dampf und Phantasie (1836–1906). Städtisches Museum, Kirchheim u.T. 2006. – Mit Schriften- und Literaturverzeichnis.
- Rudolf Heege: Max von Eyth. Ein Dichter und Philosoph in Wort und Tat. Deutsche Landwirtschafts-Gesellschaft, Berlin 1928. (= Arbeiten der Deutschen Landwirtschafts-Gesellschaft, 356).
- Max Eyth: Der Unabhängige. In: Bärbel Kuhn: Familienstand: ledig. Ehelose Frauen und Männer im Bürgertum (1850–1914). Böhlau, Köln 2000 (L' homme Schriften; 5) (Zugl.: Saarbrücken, Univ., Habil.-Schr., 1998/99), ISBN 3-412-12999-2, S. 216–237.
- Wolfgang Metzger: Max Eyth. Der Dichter und Pionier der Technik. Calwer, Stuttgart 1940. (= Begegnungen, 4).
- Viktor Pröstler: Max Eyth 1836–1906, „Mein Leben in Skizzen“. Süddeutsche Verlagsgesellschaft, Ulm 1986.
- Frank Raberg: Biografisches Lexikon für Ulm und Neu-Ulm 1802–2009. Süddeutsche Verlagsgesellschaft im Jan Thorbecke Verlag, Ostfildern 2010, ISBN 978-3-7995-8040-3, S. 96–98.
- Adolf Reitz: Max Eyth. Ein Ingenieur reist durch die Welt. Pioniertaten eines Landtechnikers. Energie-Verlag, Heidelberg 1956. – Mit Schriften- und Literaturverzeichnis.
- Alexander Schölch: Wie die „Dampfcultur“ an den Nil kam: Max Eyth und Ägypten. In: Die Welt des Islams, Band 28, Heft 1, 1988, S. 513–520, Vorschau.
- Gerd Theißen: Max Eyth – Landtechnik-Pionier und Dichter der Tat. Zum 100. Todestag des Gründers der DLG. MEV, Frankfurt 2006.
- Christiane Todrowski: Bürgerliche Technik-„Utopisten“. Ein Beitrag zur Funktion von Fortschrittsoptimismus und Technikeuphorie im bürgerlichen Denken des 19. Jahrhunderts. Dargestellt am Beispiel der Publikationen Max Eyths und Max Maria von Webers. Dissertation, Universität Münster 1996.
- Carl Weihe: Max Eyth. Ein kurzgefasstes Lebensbild mit Auszügen aus seinen Schriften. 2. Auflage. Verlag des Vereins deutscher Ingenieure, Berlin 1922.
- M. Eyth: Des Paschas Billardbein. Erinnerung aus dem Leben eines Ingenieurs. In: Die Gartenlaube. Heft 14, 1898, S. 504–510 (Volltext [Wikisource]).

### Zeichnerisches Werk
- Birgit Knolmayer: Max Eyth. Ein Leben in Skizzen. Studien zum zeichnerischen Werk. Böhlau, Böhlau 2012. – Mit 202 Schwarzweißabbildungen und einer DVD mit einem Katalog des zeichnerischen Werks und mit Quellen-, Schriften- und Literaturverzeichnis.
- Peter Lahnstein: Max Eyth. Das Schönste aus dem zeichnerischen Werk eines welterfahrenen Ingenieurs. Kohlhammer, Stuttgart 1987, ISBN 3-17-009407-6. – Mit 61 Farbreproduktionen in Originalgröße.
- Viktor Pröstler: In: #Pröstler 1986, S. 39–176. – Mit 51 Farb- und 84 Schwarzweißabbildungen.